# Cristiana Ferrando
Cristiana Ferrando (Santa Margherita Ligure, 10 augustus 1995) is een tennisspeelster uit Italië. Ferrando begon op zevenjarige leeftijd met het spelen van tennis. De voormalige tennisspeelster Linda Ferrando is haar tante.

## Loopbaan
In mei 2011 speelde zij haar eerste wedstrijd in het professionele circuit. In september 2014 speelde zij haar eerste finale, die zij van landgenote Martina Trevisan verloor. In maart 2015 won zij in Solarino haar eerste toernooi als prof. In april 2016 won zij samen met Dalma Gálfi in het Griekse Iraklion haar eerste dubbelspeltoernooi.

## Posities op deWTA-ranglijst
Positie per einde seizoen:
| jaar | rang enkelspel | rang dubbelspel |
| ---- | -------------- | --------------- |
| 2013 | 1203           | –               |
| 2014 | 754            | 768             |
| 2015 | 389            | 917             |
| 2016 | 349            | 331             |
| 2017 | 281            | 340             |
| 2018 | 494            | 922             |
| 2019 | 364            | 700             |
| 2020 | 357            | 668             |
| 2021 | 287            | 444             |